# Aidan Gillen

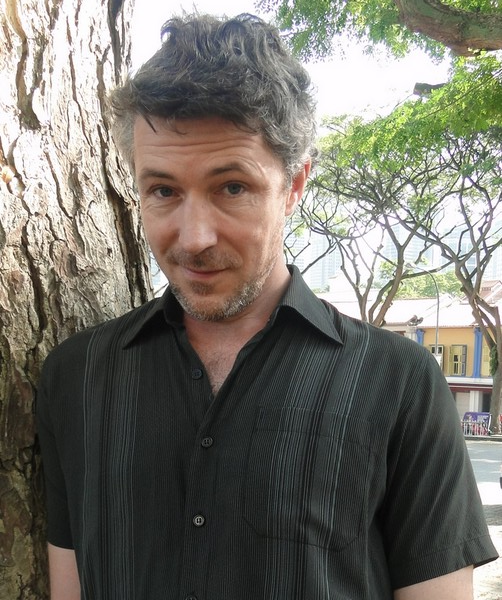
Aidan Gillen (2012)

Aidan Gillen (* 24. April 1968 in Dublin als Aidan Murphy) ist ein irischer Schauspieler.

## Leben
Aidan Gillen begann seine Schauspielkarriere bereits als Teenager, im Alter von 16 Jahren spielte er in einer Aufführung von Ein Sommernachtstraum den Niklaus Zettel. 1985 hatte er seine erste Filmrolle im irischen Kurzfilm The Drip noch unter seinem Geburtsnamen Aidan Murphy. Später verwendete er den Geburtsnamen seiner Mutter, um nicht mit dem gleichnamigen britischen Schauspieler verwechselt zu werden, der in den 1970er und 1980er Jahren unter anderem in Doctor Who gespielt hatte.
1996 hatte er eine der Hauptrollen im IRA-Drama Mütter & Söhne von Terry George. Größere Bekanntheit in Großbritannien erlangte er jedoch erst 1999 mit seiner Hauptrolle als Stuart Alan Jones in der Fernsehserie Queer as Folk, für die er für den BAFTA-Award nominiert wurde. Er schaffte in der Folge mit seiner Rolle neben Jackie Chan in Shanghai Knights auch den Sprung in eine Hollywoodproduktion.
Daneben spielte Gillen auch am Theater, von 2003 bis 2004 in 63 Aufführungen am Broadway die Rolle des Mick in Harold Pinters Der Hausmeister, wofür er zweifach für den Tony Award nominiert wurde, sowie 2007 im Londoner West End in David Mamets Glengarry Glen Ross. Zwischen 2004 und 2008 spielte er in 35 Folgen der US-amerikanischen Serie The Wire den Thomas J. „Tommy“ Carcetti. 2009 spielte er eine der Hauptrollen in Renny Harlins Actionfilm Zwölf Runden. Im Weiteren spielt Gillen 2010 in den Filmen Die Tränen des Mörders und Der Kuss des Sandmanns der englischen Tom-Thorne-Krimireihe eine tragende Nebenrolle als Gerichtsmediziner Phil Hendricks.
Von 2011 bis 2017 verkörperte Gillen die Rolle des verschlagenen Petyr „Littlefinger“ Baelish in der HBO-Fantasyserie Game of Thrones, durch welche er endgültig internationale Bekanntheit erlangte. Im Jahr 2012 war er in Christopher Nolans The Dark Knight Rises in einer Nebenrolle als CIA-Agent und idealistischer Gegenspieler von Bane (gespielt von Tom Hardy) zu sehen, wobei sich sein Auftritt lediglich auf den Anfang des Films beschränkte. 2015 verkörperte Gillen in der Verfilmung von James Dashners Die Auserwählten – In der Brandwüste die Rolle des skrupellosen Mr. Janson. Diesen Part wiederholte er auch 2018 in der Fortsetzung Maze Runner – Die Auserwählten in der Todeszone. Im selben Jahr war er außerdem in Bryan Singers Musikerbiografie Bohemian Rhapsody als Manager John Reid zu sehen.

## Filmografie (Auswahl)
- 1985: The Drip (Kurzfilm)
- 1987: Die große Sehnsucht der Judith Hearne (The Lonely Passion of Judith Hearne)
- 1995: Circle of Friends – Im Kreis der Freunde (Circle of Friends)
- 1996: Mütter & Söhne (Some Mother’s Son)
- 1999–2000: Queer as Folk (Fernsehserie, 10 Folgen)
- 2002: Bis zum letzten Vorhang (The Final Curtain)
- 2003: Das unvollendete Bildnis (Five Little Pigs)
- 2003: Shanghai Knights
- 2004–2008: The Wire (Fernsehserie, 35 Folgen)
- 2005: Law & Order: Trial by Jury (Fernsehserie, Folge 1x03 Bürgerwehr)
- 2008: Blackout
- 2009: Zwölf Runden (12 Rounds)
- 2010: Wake Wood
- 2010: Identity (Fernsehserie, 6 Folgen)
- 2010: Die Tränen des Mörders (Thorne: Scaredycat)
- 2010: Der Kuss des Sandmanns (Thorne: Sleepyhead)
- 2010–2013: Love/Hate (Fernsehserie, 10 Folgen)
- 2011: Blitz – Cop-Killer vs. Killer-Cop (Blitz)
- 2011–2017: Game of Thrones (Fernsehserie, 41 Folgen)
- 2012: The Dark Knight Rises
- 2012: Shadow Dancer
- 2014: Am Sonntag bist du tot (Calvary)
- 2014: Ambition (Kurzfilm)
- 2014: Familienbande (You’re Ugly Too)
- 2015: Maze Runner – Die Auserwählten in der Brandwüste (Maze Runner: The Scorch Trials)
- 2016: Sing Street
- 2017–2019: Peaky Blinders – Gangs of Birmingham (Peaky Blinders, Fernsehserie, 10 Folgen)
- 2017: King Arthur: Legend of the Sword
- 2018: Maze Runner – Die Auserwählten in der Todeszone (Maze Runner: The Death Cure)
- 2018: Bohemian Rhapsody
- 2019–2020: Project Blue Book (Fernsehserie)
- 2021: They Want Me Dead (Those Who Wish Me Dead)
- 2021: Gefahr aus dem All (Killers of the Cosmos, Fernsehserie)
- seit 2021: Mayor of Kingstown (Fernsehserie)
- 2022: That dirty Black Bag
- 2023: Barber

## Videospiele
- 2016: Quantum Break

## Auszeichnungen
- 2000: BAFTA-Nominierung für Queer as Folk
- 2004: Tony-Nominierung Best Featured Actor in a Play für The Caretaker
- 2004: Tony-Nominierung Drama Desk Award für The Caretaker
- 2009: IFTA Award für The Wire